# Sugar Labs
Sugar Labsは、ソフトウェアの開発と学習のコミュニティである。
Sugar Labsはアメリカ合衆国の非営利団体であり、Sugarの作成、学習プラットフォームの配布、およびサポートを使命としている。
Sugar Labsは、Sugar学習プラットフォームの拡張や、Sugar Activitiesの製作を行う教育専門家およびソフトウェア開発者のコミュニティを運営している。
コミュニティ・プロジェクトであるSugarは、GNU General Public License (GPL) の元でオープンソースとして提供されており利用や拡張が自由にできる。
Sugar Labsは、フリーソフトウェアプロジェクト (FLOSS) で作る組織であるen:Software Freedom Conservancyのメンバーである。
Software Freedom Conservancyは、FOSSプロジェクトのスポンサーとしてメンバープロジェクトの管理および資金提供を行うが、技術面や思想面には関与しない。
2009年6月23日、Sugar LabsはSugar on a Stick V1 Strawberryを発表した。
Sugar on a Stickはwww.sugarlabs.orgから自由にダウンロードでき、1 GiBのUSBフラッシュドライブに収まるので、PCやネットブックへのSugarデスクトップ環境の導入を容易にする。
2009年7月23日に、 Recycle USB.com と一緒にSugarソフトウエアにUSBキーをつかってプログラムを再書き込して、そして各学校に寄付した。
2009年12月8日に、Sugar Labsは、 Sugar Release 0.86を組み入れたSugar on a Stick v2 Blueberry を発表した。